# Касе (река)
Касе (яп. 嘉瀬川 касэгава) — река в Японии на острове Кюсю. Протекает по территории префектуры Сага.
Исток реки находится под горой Сефури (высотой 912 м), на территории деревни Мицусе (Сага). Касе течёт на юг среди гор, где в неё впадают реки Сиои, Амаго, Нао и прочие. Далее она течёт через равнину Сага и, объединившись с рекой Гион, впадает в залив Ариаке Восточно-Китайского моря.
Длина реки составляет 57 км, на территории её бассейна (368 км²) проживает около 124 тыс. человек. Согласно японской классификации, Касе является рекой первого класса.
Около 46 % бассейна реки занимает природная растительность, около 38 % — сельскохозяйственные земли, около 16 % застроено.
Уклон реки в верховьях составляет около 1/50-1/100, в среднем течении и низовьях — 1/1000-1/5000. Среднегодовая норма осадков в бассейне реки составляет около 2200 мм в год.
В XX и XXI веках крупнейшие наводнения происходили в 1949 и 1953 годах. Во время наводнения 1949 года было затоплено 25552 домов, в 1953 году затопило 31032 домов.